# (1146) Biarmia
(1146) Biarmia es un asteroide perteneciente al cinturón de asteroides descubierto el 7 de mayo de 1929 por Grigori Nikoláievich Neúimin desde el observatorio de Simeiz en Crimea.
Está nombrado por Biarmia, una región de la mitología nórdica.